# Municipio de Wacouta
El municipio de Wacouta (en inglés: Wacouta Township) es un municipio ubicado en el condado de Goodhue en el estado estadounidense de Minnesota. En el año 2010 tenía una población de 386 habitantes y una densidad poblacional de 15,23 personas por km².

## Geografía
El municipio de Wacouta se encuentra ubicado en las coordenadas 44°33′17″N 92°25′37″O / 44.55472, -92.42694. Según la Oficina del Censo de los Estados Unidos, el municipio tiene una superficie total de 25.34 km², de la cual 10,55 km² corresponden a tierra firme y (58,38 %) 14,79 km² es agua.

## Demografía
Según el censo de 2010, había 386 personas residiendo en el municipio de Wacouta. La densidad de población era de 15,23 hab./km². De los 386 habitantes, el municipio de Wacouta estaba compuesto por el 98,19 % blancos, el 1,04 % eran amerindios, el 0,78 % eran asiáticos. Del total de la población el 0,52 % eran hispanos o latinos de cualquier raza.